# Episodi di Mujeres asesinas (terza stagione)
La terza stagione della serie televisiva Mujeres asesinas è stata trasmessa in anteprima in Argentina da Canale 13 tra l'11 aprile 2007 e il 2 luglio 2007.
| nº | Titolo originale  | Titolo italiano | Prima TV Argentina | Prima TV Italia |
| -- | ----------------- | --------------- | ------------------ | --------------- |
| 1  | Rita, burlada     | inedito         | 11 aprile 2007     | inedito         |
| 2  | Milagros, Pastora | inedito         | 18 aprile 2007     | inedito         |
| 3  | Nora, ultrajada   | inedito         | 25 aprile 2007     | inedito         |
| 4  | Blanca, perdida   | inedito         | 9 maggio 2007      | inedito         |
| 5  | Sonia, desalmada  | inedito         | 6 giugno 2007      | inedito         |
| 6  | Claudia, herida   | inedito         | 27 giugno 2007     | inedito         |
| 7  | Perla, anfitriona | inedito         | 2 luglio 2007      | inedito         |